# Ischnocampa remissa
Ischnocampa remissa är en fjärilsart som beskrevs av Paul Dognin 1902. Ischnocampa remissa ingår i släktet Ischnocampa och familjen björnspinnare. Inga underarter finns listade i Catalogue of Life.